# Wildruhegebiet
Unter Wildruhegebiet versteht man im deutschsprachigen Raum Schutzgebiete im Naturschutz, die zum Schutz und zur Erhaltung von Wildarten von besonderer Bedeutung sind. Diese Gebiete sind auch jagdrechtlich relevant.

## Allgemeines
Wildruhegebiete dienen dazu, Wildarten vor dem sich stetig ausdehnenden Einfluss menschlicher Aktivitäten in Wälder und Offenland zu schützen und ihnen einen sicheren Rückzugsort zu bieten.
Die räumliche und zeitliche Ausdehnung des Menschen konkurriert mit dem Bedürfnis von Wildtieren nach ungestörtem Lebensraum. Die Folgen schwindender Rückzugsmöglichkeiten können negative Auswirkungen auf der Individuen- und Populationsebene der Tiere haben. Wissenschaftliche Studien identifizieren eine Vielzahl von Störwirkungen und damit verbundene physiologische und verhaltensbasierte Reaktionen von Wildtieren.
So können zum Beispiel eine erhöhte Konzentration von Stresshormonen, häufigere Fluchtreaktion und eine Anpassung der genutzten Habitate in von Menschen intensiv genutzten Erholungsgebieten festgestellt werden. Auch für den Menschen kann das negative Folgen haben. So kann aufgrund der vermehrten Heimlichkeit die Bejagbarkeit erschwert werden. Auch das Beobachten von Wildtieren wird für die Bevölkerung erschwert.
Verschiedene Interessen wie Jagd, Land- und Forstwirtschaft, Tourismus, Natur- und Tierschutz bergen ein großes Konfliktpotential.
In Baden-Württemberg können alle Tierarten, die nach Anlage 1 JWMG (zu §7 Absatz 3) als Schutz-, Entwicklungs-, oder Nutzungsarten aufgeführt sind, als Zielarten für Wildruhegebiete definiert werden. Die Ausweisung des Gebiets ist für eine oder mehrere Tierarten möglich.

## Ziele
Wildruhegebiete (WRG) fungieren als ungestörte Rückzugsorte für Wildtiere, speziell während Überwinterungs-, Fortpflanzungs-, Aufzucht- und Mauserzeit. Wildruhegebiete sollen die ungestörte Ausübung der natürlichen Aktivität von Wildtieren ermöglichen. Wildtiere sollen hier ihr natürliches Verhalten ungestört ausleben können.

## Nutzung
Die Einrichtung von Wildruhegebieten nützt auch dem Menschen. Folgende Vorteile können durch die Errichtung solcher eingerichtet werden. 
- Forstliche Nutzung: Tiere können mittels Wildruhegebieten in wirtschaftlich weniger ertragreiche Standorte gelenkt werden. Durch das Ermöglichen einer ungestörten Nahrungsaufnahme im Wildruhegbiet können Verbiss- und Schälschäden verhindert werden.
- Landwirtschaftliche Nutzung: Wildruhegbiete können eine Entlastung von bewirtschafteten landwirtschaftlichen Flächen ermöglichen, wenn Wildruhegbiete als Nahrungs- und Rückzugfläche attraktiver sind.
- Jagdausübung: Angepasste Bejagungsmethoden, zum Beispiel Intervalljagd, können dazu führen, dass sich die Effektivität der Jagd erhöht und Wildtiere für die Bevölkerung sichtbarer werden.
- Tourismus und Naturerleben: Durch eindeutige Gebietsabgrenzung wird eine verbesserte Planungssicherheit für touristische Vorhaben (Infrastruktur, Veranstaltungen) ermöglicht. Es besteht die Möglichkeit, die Ausweisung von Wildruhegebieten als Ausgleich bei beantragter Erholungsinfrastruktur heranzuziehen.

## Baden-Württemberg
In Baden-Württemberg wurden die ersten Wildruhegebiete am 15. Juli 1986 von der Forstdirektion Freiburg in Bezugnahme auf § 38 des Landeswaldgesetzes (LWaldG) eingerichtet.
Der Gesetzestext ermächtigt Waldbesitzer unter anderem, aus Gründen der Wildbewirtschaftung und zur Wahrnehmung schutzwürdiger Interessen das Betretungsrecht der Waldgebietes einzuschränken. Zusätzlich war eine Ausweisung von Wildschutzgebieten nach § 24 des Landesjagdgesetzes (LJagdG) möglich (2015 außer Kraft getreten).
Im April 2015 wurde das LJagdG durch das Inkrafttreten des Jagd- und Wildtiermanagementgesetzes (JWMG) abgelöst. Im Zuge der Novellierung des Jagdgesetzes wurde die damalige Bezeichnung Wildschutzgebiete in Wildruhegebiete geändert.

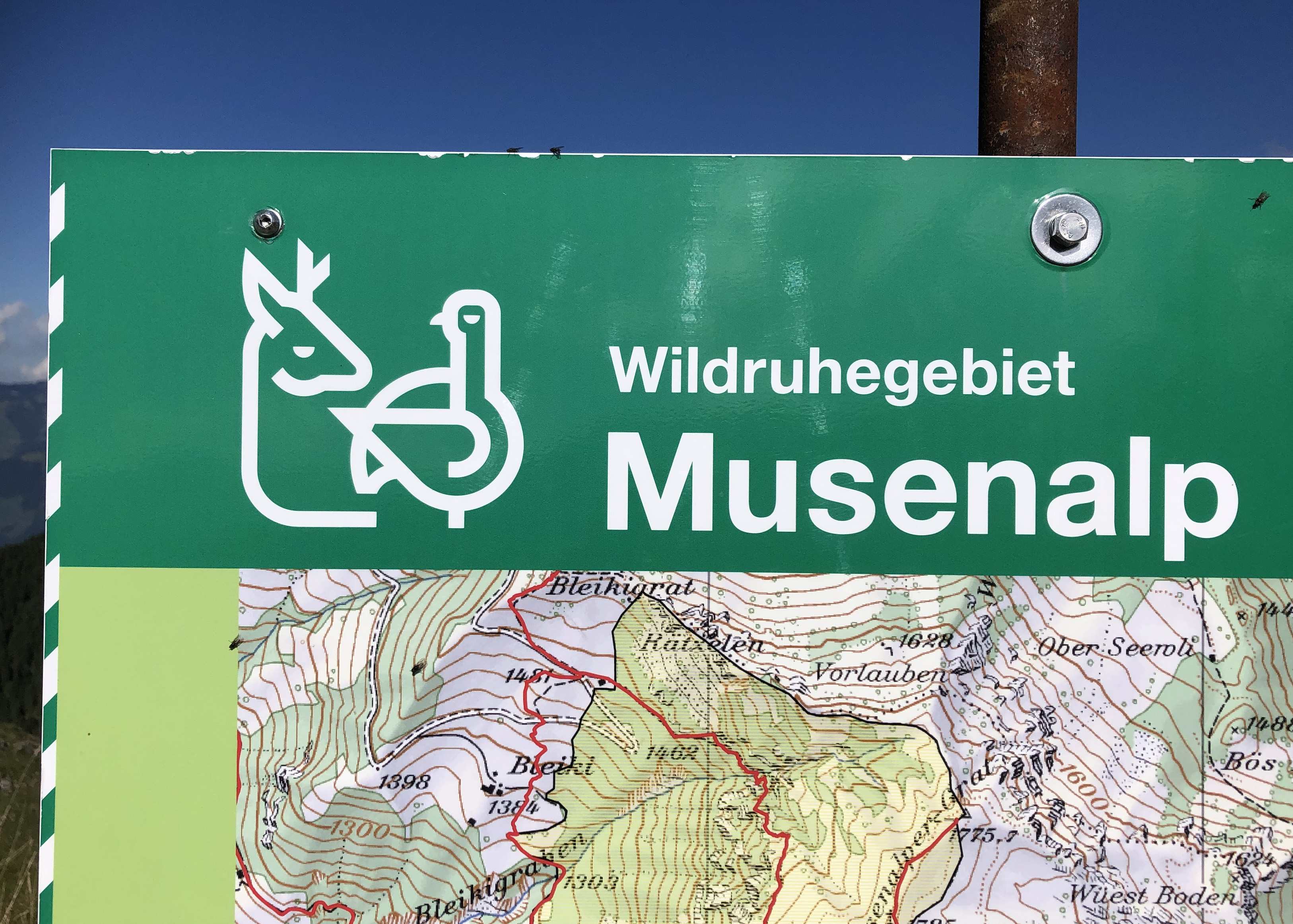
Wildruhegebiet im Kanton Nidwalden

## Schweiz
In der Schweiz trat 1986 das Bundesgesetz über die Jagd und den Schutz wildlebender Säugetiere und Vögel in Kraft, das unter anderem die Einrichtung von Schutzgebieten durch Bund und Kantone regelte. Darin sind auch die Jagdbanngebiete enthalten, die bereits viel früher ausgewiesen und im ersten Bundesgesetz über die Jagd und den Vogelschutz definiert worden waren.